# Saskinja
Koordinati:   43°23′57″N, 16°11′57″E
Saskinja je majhen nenaseljen otoček v Jadranskem morju. Pripada Hrvaški.
Saskinja leži okoli 0,5 km zahodno od naselja Maslinica na otoku Šolta.Površina otočka meri 0,016 km². Dolžina obalnega pasu je 0,49 km.